# إليوشن إي أل-96
طائرة إليوشن إل-96 (بالروسية: Илью́шин Ил-96)‏ هي طائرة ذات أربع محركات عريضة البدن صممت للمسافات الطويلة من قِبل شركة إليوشن وصنعت من قبل شركة فورونيج لصناعة الطائرات في فورونيج ب روسيا.

## أنواع الطائرة

### Il-96-300

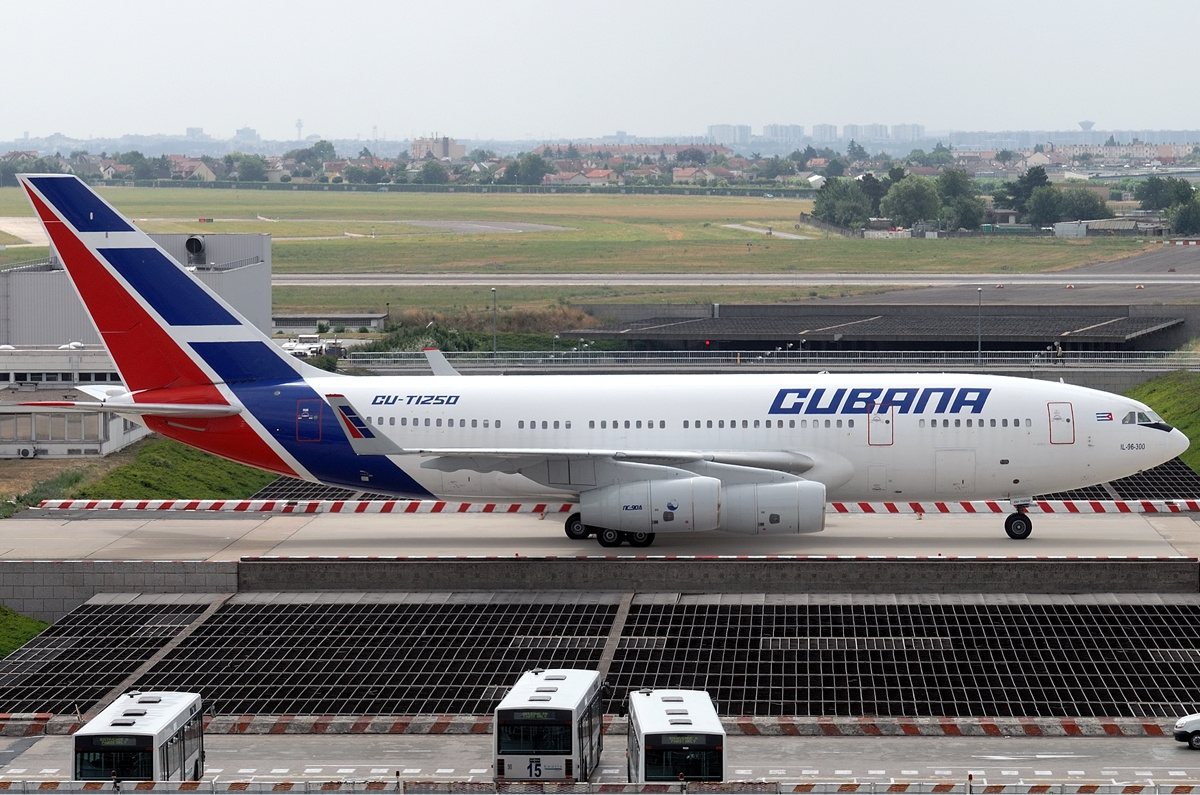
الخطوط الجوية الكوبيةIlyushin Il-96-300

إليوشن إل-96-300 نموذج ابتدائي جُهز بمحرك( Aviadvigatel (Soloviev) PS90A) وهو محرك عنفي مروحي مع معدل دفع( 157كيلوغرام/نيوتن) .بدأ التطوير في منتصف الثمانينات وطار النموذج الأولي في 28 أيلول سبتمبر 1988.ودخلت أول طائرة إليوشن إل-96-300 الخدمة مع شركة أيروفلوت عام 1993.
ويبلغ مدى الطائرة المحملة ب 262 مسافر مع خزان وقود ممتلئ 11,000 كلم أي يمكنها أن تقطع المسافة من موسكو إلى مدن الساحل الغربي للولايات المتحدة.ونسخة من هذا النوع تدعى (Il-96-300PU) يستخدمها الرئيس الروسي فلاديمير بوتين ،ورئيس الوزراء دمتري مدفيدف .
وهناك نسخة للرحلات الطويلة من هذا النوع تسمى (Il-96-300V).

### Il-96M

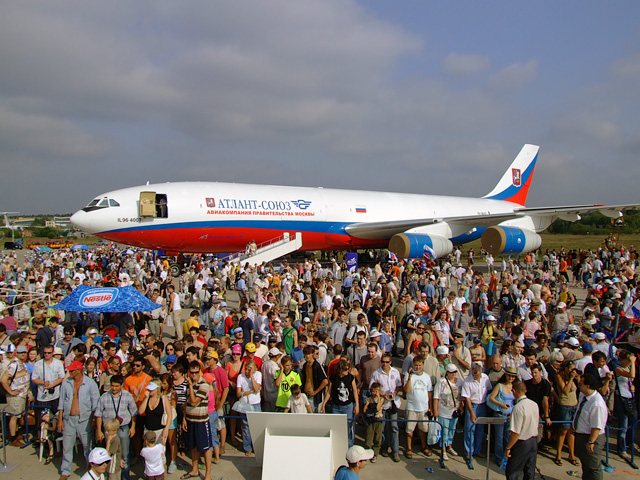
Il-96T في معرض ماكس الجوي 2007

طائرة Il-96M نوع مطول من اليوشن إل-300 .حيث طول هيكل الطائرة 10 امتار إضافية وزيد وزنها 15 طن إضافي. وزودت الطائرة باجهزة ملاحة غربية كما زودت بمحركات (برات آند ويتني بي دبليو 2000) مع معدل دفع 165 كيلوغرام/نيوتن.ويبلغ مدى الطائرة مع حمولة 312 مسافر موزعين على ثلاث درجات أو 92 طن من الحمولة 10,400كلم. وهذا يجعل الطائرة Il-96M تقارن بالطائرة الأوربية إيرباص إيه 330 أو ماكدونل دوغلاس أم دي-11 لكنها أرخص بكثير.

### Il-96T
هذه نسخة للشحن الجوي من الطائرة Il-96-400 .وجهزت الطائرة باربع محركات من نوع (Aviadvigatel PS90).

### Il-96-400
هذا النوع من إليوشن شبيه Il-96M لكن مع محركات وإجهزة ملاحة روسية. حيث جُهزت باربع محركات نوع (Aviadvigatel PS90-A1) وهو محرك عنفي مروحي وتستطيع الطائرة حمل 436 مسافراً في طائرة الرحلات الإقصادية و315 مسافراً موزعين على ثلاث درجات ويبلغ مدى الطائرة 10,000 كلم. وقعت الخطوط الجوية الكوبية عقداً لشراء ثلاث طائرات إليوشن إي-96-400s في شهر اذار مارس 2010.

### Il-96-400TZ
هي طائرة (Il-96-400T) محورة لتكون خزان لتزويد الطائرات بالوقود جواً، هذه الطائرة ستكون قادرة على نقل 65 طن من الوقود (مقارنة ب IL-78M التي تتسع ل40 طن)، ويبلغ مدى الطائرة الجديدة 3500 كلم،(مقارنة ب IL-78M التي يصل مداها إلى 2000كلم) .وسينصب نظام إعادة التزود بالوقود جواً (ORM-1) (وهو مستخدم في الطائرة IL-78M) على الطائرة Il-96-400TZ .
طبقاً لتقارير صحفية صادرة من وزارة الدفاع الروسية فإن الوزارة وقعت عقداً مع شركة الطائرات المتحدة لصناعة طائرتين أثنين من نوع Il-96-400TZ .

## المشغلون
المشغلون الحاليون (تحديث كانون الثاني يناير 2014).
| المشغل                         | نوع الطائرة | في الخدمة | تحت الطلب | متقاعدة |
| ------------------------------ | ----------- | --------- | --------- | ------- |
| إيروفلوت                       | Il-96-300   | 0         | 0         | 5       |
| الخطوط الجوية الكوبية          | Il-96-300   | 5         | 3         | 0       |
| دوموديفو للخطوط الجوية (ملغاة) | Il-96-300   | 0         | 0         | 3       |
| إليوشن                         | Il-96-300   | 1         | 0         | 0       |
| خطوط بوليات الجوية             | Il-96-400T  | 0         | 1         | 3       |
| الروسية (إسطول حكومي)          | Il-96-300   | 8         | 2         | 0       |
| فورونيج لصناعة الطائرات        | Il-96-400T  | 0         | 0         | 1       |
| وزارة الدفاع الروسية           | Il-96-400TZ | 0         | 2         | 0       |
| المجموع                        |             | 14        | 8         | 12      |

## الإنتاج
| سنة   | 1988 | 1989 | 1990 | 1991 | 1992 | 1993 | 1994 | 1995 | 1996 | 1997 | 1998 | 1999 | 2000 | 2001 | 2002 |
| ----- | ---- | ---- | ---- | ---- | ---- | ---- | ---- | ---- | ---- | ---- | ---- | ---- | ---- | ---- | ---- |
| إنتاج | 1    | 1    | 2    | 0    | 2    | 1    | 3    | 2    | 0    | 1    | 0    | 1    | 0    | 0    | 0    |
| سنة   | 2003 | 2004 | 2005 | 2006 | 2007 | 2008 | 2009 | 2010 | 2011 | 2012 | 2013 | 2014 |      |      |      |
| إنتاج | 1    | 2    | 1    | 2    | 2    | 0    | 2    | 0    | 1    | 1    | 1    | 0    |      |      |      |

## الحوادث
في 3 يونية حزيران 2014 نشبت النيران في الطائرة المتقاعدة من الخدمة (RA-96010) التابعة إيروفلوت إثناء وجودها بالخزن في مطار شيريميتيفو الدولي قرب موسكو .

## المواصفات
| المقياس                                 | Il-96-300 | Il-96M | Il-96T | Il-96-400 |
| --------------------------------------- | --- | --- | --- | --- |
| الطول                                   | 55.3 م | 64.7 م | 63.939 م | 63.939 م |
| باع الجناح                              | 60.11 م | 60.11 م | 60.11 م | 60.11 م |
| مساحة الجناح                            | 350 م² | 350 م² | 350 م² | 350 م² |
| ميلان الجناح                            | 30° | 30° | 30° | 30° |
| جنيحات إضافية متحركة/شرائح              | I – 2°/3° (275 KIAS), II 3°/25° (264 KIAS), III – 10°/25° (243 KIAS), IV – 25°/25° (210 KIAS) للاقلاع، V – 40°/25° (189 KIAS) للهبوط | I – 2°/3° (275 KIAS), II 3°/25° (264 KIAS), III – 10°/25° (243 KIAS), IV – 25°/25° (210 KIAS) للاقلاع، V – 40°/25° (189 KIAS) للهبوط | I – 2°/3° (275 KIAS), II 3°/25° (264 KIAS), III – 10°/25° (243 KIAS), IV – 25°/25° (210 KIAS) للاقلاع، V – 40°/25° (189 KIAS) للهبوط | I – 2°/3° (275 KIAS), II 3°/25° (264 KIAS), III – 10°/25° (243 KIAS), IV – 25°/25° (210 KIAS) للاقلاع، V – 40°/25° (189 KIAS) للهبوط |
| عرض المقصورة                            | 5.70 م | 5.70 م | 5.70 م | 5.70 م |
| قطر هيكل الطائرة                        | 6.08 م | 6.08 م | 6.08 م | 6.08 م |
| الأرتفاع                                | 15.7 م | 15.7 م | 15.7 م | 15.7 م |
| وزن التشغيل الفارغ                      | 120,400 كغم | 132,400 كغم | 116,400 كغم | 122,300 كغم |
| حمولة الوقود القصوى                     | 180,000 كغم | | 208,400 كغم | |
| الحد الاقصى للوزن عند الهبوط            | 183,000 كغم | 220,000 كغم | 220,000 كغم | 220,000 kg |
| وزن الاقلاع الاقصى                      | 250,000 كغم | 270,000 كغم | 270,000 كغم | 265,000 كغم |
| الحمولة القصوى                          | 40,000 kg (88,105 lb) | 58,000 كغم | 92,000 كغم | 58,000 كغم |
| مسار الإقلاع بحالة الوزن الإقصى للإقلاع | 2,340 م | 3,000 م | 2,700م | 2,700 م |
| سرعة الهبوط                             | 860 م | 1,800 م | 1,650 م | 1,650 m |
| سرعة الطيران                            | 0.78 إلى 0.84 ماخ أو 850 إلى 870 كلم/ساعة TAS (459 إلى 469 KTAS)                                                                     | 0.78 إلى 0.84 ماخ أو 850 إلى 870 كلم/ساعة TAS (459 إلى 469 KTAS)                                                                     | 0.78 إلى 0.84 ماخ أو 850 إلى 870 كلم/ساعة TAS (459 إلى 469 KTAS)                                                                     | 0.78 إلى 0.84 ماخ أو 850 إلى 870 كلم/ساعة TAS (459 إلى 469 KTAS)                                                                     |
| السرعة القصوى                           | 0.84ماخ أو 900 كلم/ساعة IAS (485 KIAS)                                                                                               | 0.84ماخ أو 900 كلم/ساعة IAS (485 KIAS)                                                                                               | 0.84ماخ أو 900 كلم/ساعة IAS (485 KIAS)                                                                                               | 0.84ماخ أو 900 كلم/ساعة IAS (485 KIAS)                                                                                               |
| سقف الخدمة                              | 13,100م | 13,100م | 13,100م | 13,100م |
| إرتفاع الرحلة                           | 9,000 إلى 12,000 م | 9,000 إلى 12,000 م | 9,000 إلى 12,000 م | 9,000 إلى 12,000 م |
| المدى بحمولة كاملة                      | 11,500 كلم | 12,800 كلم | 5,000 كلم | 10,000 km |
| المدى فارغة                             | 13,500 كلم | 15,000 كلم | 12,000 كلم | 12,000 كلم |
| سعة الوقود القصوى                       | لتر 152,620 | لتر 152,620 | لتر 152,620 | لتر 152,620 |
| المحركات (x4)                           | Aviadvigatel PS-90A | Pratt & Whitney PW2000 | Pratt & Whitney PW2337 or Aviadvigatel PS-90A1                                                                                       | Aviadvigatel PS-90A1 |
| الدفع (x4)                              | PS-90A: 16,000 kg N2:10,425 RPM | 17,030 kg N2:12,360 RPM | PW2337: 17,030 kg N2:12,360 RPM | PS-90A1: 17,400 kg |
| وزن المحركات الجافة (x4)                | 2,950 كغم | 3,314 كغم | PW2337: 3,314 كغم | 2,950 kg |
| طاقم القيادة                            | 3 | 2 | 2 | 2 (أختياري 3) |
| سعة مقاعد الدرجة الثالثة                | 237 | 307 | | 315 |
| سعة مقاعد الدرجة الثانية                | 263 | 340 | | 386 |
| سعة مقاعد الدرجة الأولى                 | 300 | 420 | | 436 |
| سعة الحمولة                             | F.H.1: 9,000 كغم (امام) F.H.2: 15,000 كغم (الخلف) F.H.3: 1,000 كغم (خلف) 6 LD3 (امام) 10 LD3 (خلف)                                   | | 580م³ الطابق الرئيسي 114م³ امام 82م³ الطابق السفلي الامامي 18 LD3 (امام) 14 LD3 (خلف)                                                | 114م³ امام الطابق السفلي 82م³ الطابق السفلي الخلفي 18 LD3 (امام) 14 LD3 (خلف)                                                        |

المعلومات من مجمع إليوشن للطائرات، FAA Certification Document A54NM and Il-96-300 Pilot Manual

## اجهزة الملاحة
تملك الطائرة الأجهزة التالية المتوافقة مع شروط ومتطلبات المنظمة الدولية للطيران المدني والمنظمة الأوروبية لسلامة الملاحة الجوية :
- لوحة تحكم الملاحة الجوية والاتصالات ونظام إدارة الطيران.
- نظام إداة الرحلة الالكترونية محدث مع شاشة (LCD).
- نظام الملاحة بالقصور الذاتي
- نظام تحذير الاقتراب الأرضي
- نظام تجنب التصادم الجوي
- (نظام الاتصالات selective-calling)
- نظام (Aircraft Communications Addressing and Reporting System)
- رادار طقس
- الصندوق الأسود

## اقرأ ايضاً
- إيرباص إيه 330
- ماكدونل دوغلاس أم دي-11